# Theodore Christianson
Theodore Christianson, född 12 september 1883 i Lac qui Parle County, Minnesota, död 9 december 1948 i Dawson, Minnesota, var en amerikansk republikansk politiker. Han var Minnesotas guvernör 1925–1931 och ledamot av USA:s representanthus 1933–1937.
Christianson avlade 1909 juristexamen vid University of Minnesota och var sedan verksam som advokat och publicist i Dawson.
Christianson efterträdde 1925 J.A.O. Preus som Minnesotas guvernör och efterträddes 1931 av Floyd B. Olson. År 1933 tillträdde han sedan som kongressledamot och efterträddes 1937 av Dewey Johnson.
Christianson avled 1948 i Dawson och gravsattes på Sunset Park Memorial Cemetery i St. Anthony. Han var av norsk härkomst.